# Amit Kumar (Sänger)

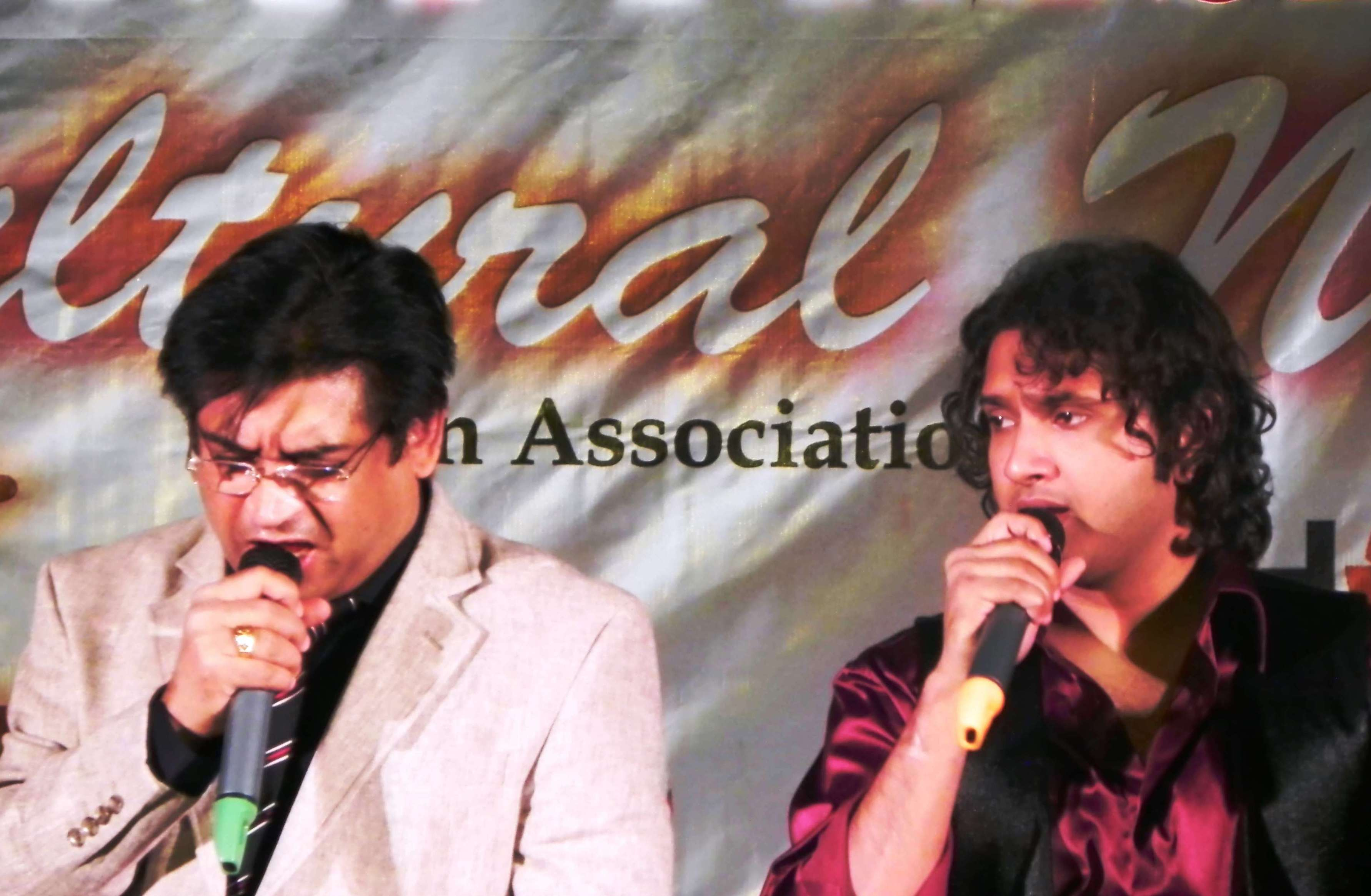
Amit Kumar (links) bei einem Auftritt 2011

Amit Kumar (* 3. Juli 1952 in Kalkutta) ist ein indischer Playbacksänger, Schauspieler und Komponist. Er ist der Sohn des bekannten Playbacksängers Kishore Kumar.

## Frühes Leben
Er wurde als Amit Kumar Ganguly 1952 in Kalkutta als Sohn des legendären Bollywood Playbacksängers Kishore Kumar geboren. Seine Mutter ist die bekannte bengalische Sängerin Ruma Guha Thakurta. Er ist bekannt für seinen eigenen Stil bekannt.

## Karriere
Sein Debüt als Sänger gab Kumar in einem Film seines Vaters Kishore Kumar. Er hat in viele Bollywood Filmen wie Kabhi Khushi Kabhie Gham, Tridev und Raju Chacha gesungen. Kumar singt neben Hindi auch in Bangla, Bhojpuri, Oriya, Assamesisch, Marathi und Konkani gesungen. Von 1974 bis 1994 arbeitete er mit dem bekannten Musikdirektor Rahul Dev Burman zusammen. Zu seinen bekanntesten Liedern gehören u. a. Bole Chudiyan Kabhi Khushi Kabhie Gham, Roj Roj Aankhon Tale Jeeva, und Deewana Dil Deewana Kabhi Haan Kabhi Naa.